# 林西莉

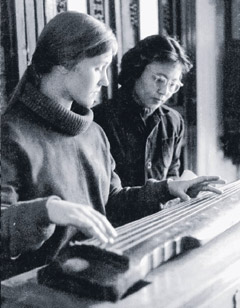
林西莉與王迪

安娜·塞西莉亞·林奎斯特（瑞典語：Anna Cecilia Lindqvist，1932年6月4日—2021年9月27日），漢名林西莉，是一位瑞典漢學家。

## 生平
林西莉於1932年出生於瑞典隆德，小時候曾學習過鋼琴。 1952年高中畢業，曾在斯德哥爾摩大學學習藝術史、歷史、語言學，後來又到希臘、德國和意大利學習音樂。
1956年與瑞典作家斯文·林奎斯特結婚，1961年1月帶著瑞典國王古斯塔夫六世的推薦信，隨前往中國當外交官的丈夫一起首次抵達中國北京，接觸到古琴，赴中國音樂學院得到王迪的傳授。1962年丈夫任期結束，不得不返回瑞典，臨走時獲北京古琴研究會贈明代古琴“鹤鸣秋月”。1986年两人离婚，斯文同年再婚。
1971年林西莉在瑞典高中教授漢語課，成為當時所有瑞典高中裡唯一的漢語老師。1974年開始寫作《漢字王國》一書，1989年著成，後憑藉此書獲得瑞典奧古斯特獎。2007年再度奪得此獎，成為少數贏得兩次奧古斯特獎的作家。
2016年8月，林西莉獲得中國新聞出版總署頒發的第十届中华图书特殊贡献奖。

## 著作
- 《Kina inifrån》（從內部看中國，與斯文·林奎斯特合著，1963年）
- 《Asiatisk erfarenhet》（亞洲探險，與斯文·林奎斯特合著，1964年）
- 《Resa med Aron》（與阿倫同遊，1969年）OCLC 26298979
- 《Kina nu: Vad skulle Mao ha sagt? 》（中國：毛澤東會說什麼，與斯文·林奎斯特合著，1980年）ISBN 9789175880228
- 《Tecknens rike》（1989年）ISBN 978-91-34-50857-6。簡體字譯本《漢字王國》（1998年）。正體字譯本《漢字的故事》（2006年）。
- 《Qin》（2006年）ISBN 9789100105808。正體字譯本《林西莉古琴的故事》（2009年2月）ISBN 9789866651502。簡體字譯本《古琴》（2009年10月）ISBN 9787108031655。
- 《En annan värld : minnen från Kina 1961-62》（另一个世界—中国印象1961-1962，2015年）。ISBN 9789100152413

## 外部連結
- 林西莉：发现汉字的眼睛，藝術世界